# Мобилизационная экономика
Мобилизационная экономика — это экономика, ресурсы которой сосредоточены и используются для противодействия угрозам существования страны и этноса как целостной системы.

## Варианты определения
«Тип экономических отношений, при которых все ресурсы страны направляются на одну или несколько приоритетных целей в ущерб другим отраслям, что нарушает гармоничность развития страны».
«Экономическая деятельность, которая позволяет обеспечить максимально полное использование имеющихся производственных ресурсов».
«Антикризисная экономика, связанная с чрезвычайными обстоятельствами».

## История понятия
В научный оборот понятие мобилизационной экономики ввёл известный экономист, представитель кейнсианства Сеймур Харрис в работе «Инфляция и антиинфляционная политика американских штатов».
В СССР термин вошёл в научный лексикон в конце 1950-х годов и получил развитие после распада СССР, когда учёные начали исследовать феномены советской и традиционной российской хозяйственной системы и объяснять её экстенсивным (мобилизационным) типом развития страны, в противоположность интенсивному (инновационному), утверждая, что постоянное воспроизводство компонентов мобилизационной системы обусловлено доминированием приоритетов государства-державы и компенсационной системы как выработанного многими поколениями инструментария «перенастройки» социума к чрезвычайным условиям жизнедеятельности.

## Признаки
1. Наличие угрозы существованию общества как целостной системы и её осознание руководителями государства.
2. Постановка руководителями государства цели, заключающейся в устранении этой угрозы или противодействии ей.
3. Разработка государственного плана или программы достижения поставленной цели.
4. Организация соответствующими государственными органами действий по мобилизации ресурсов страны, необходимых для выполнения плана или программы.

## Принципы
1. Принцип главного звена. Он предполагает концентрацию ресурсов в том звене экономической системы, от которой зависит успех противодействия нависшей над системой угрозе, в том числе за счёт их изъятия из других менее важных, с точки зрения достижения поставленной цели, звеньев экономики.
2. Принцип достижения цели любой ценой и преимущественное использование в этой связи неэкономических методов воздействия на тех, от кого зависит достижение цели.
3. Принцип командности. Он предполагает то, что все субъекты экономики представляют собой единую команду, совместно решающую общую задачу.
4. Принцип дискретности. Мобилизационность не может быть постоянно существующим явлением. Если достижение поставленной цели затянулось во времени, то неизбежно ослабление мобилизационности, в силу возникновения у вовлеченных в неё людей определенной усталости.
5. Принцип сознательности. Необходимость мобилизационности и связанных с ней жертв ради противодействия нависшей над системой угрозе должна осознаваться вовлеченными в неё субъектами. В этом случае данный принцип способен противодействовать предыдущему, и мобилизационность в обществе может поддерживаться относительно долго.

## Примеры
Традиционно практику мобилизационной экономики ассоциируют с XX веком, когда возникают «тотальные войны» и государству необходимо задействовать весь имеющийся потенциал. Но и в более ранние периоды можно найти похожие примеры.
В ходе Тридцатилетней войны 1618—1648 гг. передовые голландские методы ведения войны и импортные технологии военного производства активно осваивались обеими воюющими сторонами с помощью приглашенных специалистов. Экономическая модернизация в странах европейской «полупериферии» XVII—XVIII вв. (Швеция, Пруссия, Россия и др.), фактически, была инициирована «военными революциями»: стремление этой группы стран не отстать от Западной Европы в наращивании военных возможностей и вопросах военных технологий сообщало сильнейший толчок развитию передовых форм военного производства, которые затем распространяли своё влияние на другие смежные отрасли, вовлечённые в оснащение и снабжение вооружённых сил.
Большинство крупных предприятий, созданных в России в период петровских реформ (первая четверть XVIII в.), производили продукцию, так или иначе связанную с военными потребностями государства (железо, вооружение, порох, парусина, сукно и т. п.), вводилась повсеместная чрезвычайная рекрутская повинность.
В ходе Первой мировой войны в Германии был создан военно-сырьевой отдел, контролировавший сырьевую промышленность страны. Принятая «программа Гинденбурга» предусматривала принудительный перевод рабочих из невоенных отраслей промышленности в распоряжение военной индустрии, введение трудовой повинности для женщин, увеличение продолжительности рабочего дня и т. п. Из-за растущей нехватки продовольствия в Германии было введено нормированное распределение главных продуктов.

## Российский феномен
Согласно Н. М. Морозову, «в истории России постоянно действовал компонент чрезвычайности природно-климатических условий». Понятие мобилизационного типа развития, в узком смысле, используется для выделения в отечественной истории периодов действия краткосрочных стратегий, ориентированных на достижение чрезвычайных целей с использованием чрезвычайных средств и чрезвычайных организационных форм, охватывавших различные сферы жизнедеятельности общества и наступавших после очередного периода стабилизации, то есть времени, когда на повестке дня не стоял вопрос о его выживании, но изъятие ресурсов производилось в пользу привилегированных социальных групп.
Использование данного понятия в широком смысле — в цивилизационном контексте (В. В. Амаева, О. В. Гаман-Голутвина, А. В. Лубский, В. П. Никифорук, А. Г. Фонотов, Н. М. Морозов) базируется на утверждении о том, что для крупных сообществ характерны свои, обусловленные комплексом определяющих факторов специфические соотношения между потребностями и условиями развития. Их соотношение на конкретной территории и в конкретный исторический период определяется как тенденция, определяющая тот или иной тип развития. В истории России выделены устойчивые стереотипы мобилизационного типа развития: направленность на экстенсивный рост, заимствование новаций, что косвенно свидетельствует о признаках проявления архетипического образа, что созвучно предположению И. В. Побережникова о ментальной природе мобилизационного типа развития российской цивилизации.

### Климатические и природные особенности
Российская цивилизация как совокупность форм и способов жизнедеятельности группы этносов, составивших суперэтнос в едином жизненном пространстве, сформировалась за счёт одинаковых способов приспосабливаться к природным и климатическим обстоятельствам у населения Восточно-Европейской, Туркестанской, Западно-Сибирской равнин и примыкающих к ним предгорий (возвышенностей), имеющих неблагоприятные для земледелия (чаще экстремальные) внутриконтинентальные климатические условия.
Ещё до революции С. М. Соловьёв отметил, что особое влияние на жизнь народа оказывают три фактора: «природа страны, где он живет; природа племени, к которому он принадлежит; ход внешних событий, влияния, идущие от народов, которые его окружают». Историк В. О. Ключевский и географ Л. И. Мечников указывали на безусловную корреляцию факторов природы и специфики хозяйствования, характера государственности в России. В советский период это направление научной мысли продолжили разрабатывать И. Д. Ковальченко, Л. В. Милов и другие учёные.
Анализ поуездной статистики посевов на душу населения, ежегодных колебаний урожайности, размеров налогов и повинностей, интенсивности труда в XVI — первой половине XIX в. позволил выявить: весьма скромные, а во многие периоды времени недостаточные объёмы производства сельскохозяйственной продукции заставляли людей устремляться к неосвоенным территориям и природным ресурсам. «Ещё с XVII века люди сходили с мест, потому что эта земля уже ничего не давала», — отмечал Л. В. Милов. Крестьянам расширение жизненного пространства обеспечивало выживание, господствующим классам — получение прибыли при минимуме вложений в организацию дела, государству — новые источники дохода и усиление внешнеполитического авторитета через расширение территории. Колонизация новых земель стала причиной консервации экстенсивного способа производства.
Русский географ П. Н. Савицкий обозначил естественную границу русской цивилизации по нулевой изотерме января, приблизительно соответствующей западным границам бывшего СССР. На западе она положительна, к востоку становится отрицательной, а на севере и за Уралом внутриконтинентальные перепады положительных и отрицательных температур достигают пределов от + 40 до — 50 градусов) с доминированием отрицательных температур 240—230 дней в году. Короткий срок, отпущенный природой для земледельческих работ и сопутствующих им промыслов, предполагал высокую концентрацию коллективных усилий участников в основных хозяйственных звеньях.